# 内田邦敏
内田 邦敏（うちだ くにとし、1980年3月 - ）は、日本の生理学者（生理学・感覚生理学・薬理学・イオンチャネル）。学位は博士（理学）（総合研究大学院大学・2010年）。静岡県立大学食品栄養科学部准教授・大学院食品栄養環境科学研究院准教授。
ニプロ株式会社医薬品研究所研究員、岡崎統合バイオサイエンスセンター細胞生理研究部門特任助教、生理学研究所細胞生理研究部門助教、福岡歯科大学口腔歯学部講師などを歴任した。

## 来歴

### 生い立ち
1980年（昭和55年）3月に生まれた。愛知県名古屋市が設置・運営する名古屋市立大学に進学し、薬学部の製薬学科にて学んだ。2003年（平成15年）3月、名古屋市立大学を卒業した。そのまま名古屋市立大学の大学院に進学し、薬学研究科にて学んだ。2005年（平成17年）3月、名古屋市立大学の大学院における博士前期課程を修了した。
大学院修了後は、2005年（平成17年）4月にニプロに入社し、医薬品研究所に研究員として配属された。その後、同名の国立大学法人により設置・運営される総合研究大学院大学に進学し、生命科学研究科にて学んだ。大学院生として在学中に「Temperature and metabolism」と題した博士論文を執筆した。2010年（平成22年）3月、総合研究大学院大学を修了した。それにともない、同年3月24日付で博士（理学）の学位を取得した。

### 研究者として
大学共同利用機関法人である自然科学研究機構が設置・運営する岡崎統合バイオサイエンスセンターに採用され、2010年（平成22年）4月より細胞生理研究部門の研究員に就任した。2011年（平成23年）4月からは、岡崎統合バイオサイエンスセンターの細胞生理研究部門にて特任助教に就任した。2012年（平成24年）11月より、同じく自然科学研究機構が設置・運営する生理学研究所に転じ、細胞生理研究部門の助教に就任した。なお、2013年（平成25年）9月より、アメリカ合衆国のイリノイ大学シカゴ校医学部の訪問研究員を兼任していた。この医学部はクック郡シカゴ市、ピオリア郡ピオリア市、ウィネベーゴ郡ロックフォード市、シャンペーン郡アーバナ市、などイリノイ州の複数個所にキャンパスがあるが、そのうちピオリアキャンパスで訪問研究員を務めていた。2016年（平成28年）7月、福岡学園が設置・運営する福岡歯科大学に転じ、口腔歯学部の講師に就任した。2020年（令和2年）4月、県と同名の公立大学法人により設置・運営される静岡県立大学に転じ、食品栄養科学部の准教授に就任した。食品栄養科学部においては、主として環境生命科学科の講義を担当し、生体機能学研究室を受け持った。また、静岡県立大学の大学院においても、食品栄養環境科学研究院の准教授を兼務することとなった。静岡県立大学の大学院には研究院・学府制が導入されており、大学院では薬食生命科学総合学府の講義を担当した。

## 略歴
- 1980年 - 誕生[1]。
- 2003年 - 名古屋市立大学薬学部卒業[2]。
- 2005年 - 名古屋市立大学大学院薬学研究科博士前期課程修了[2]。
- 2005年 - ニプロ医薬品研究所研究員[3]。
- 2010年 - 総合研究大学院大学生命科学研究科修了[2]。
- 2010年 - 岡崎統合バイオサイエンスセンター細胞生理研究部門研究員[3]。
- 2011年 - 岡崎統合バイオサイエンスセンター細胞生理研究部門特任助教[3]。
- 2012年 - 生理学研究所細胞生理研究部門助教[3]。
- 2013年 - イリノイ大学シカゴ校医学部訪問研究員[3]。
- 2016年 - 福岡歯科大学口腔歯学部講師[3]。
- 2020年 - 静岡県立大学食品栄養科学部准教授[3]。
- 2020年 - 静岡県立大学大学院食品栄養環境科学研究院准教授。

## 賞歴
- 2012年 - 入澤宏・彩記念若手研究奨励賞日本生理学会奨励賞[10]。
- 2016年 - 福岡歯科大学学会総会学会賞[10]。
- 2017年 - 日本生理学会九州奨励賞[10]。
- 2018年 - 福岡歯科大学研究優秀賞[10]。

## 著作

### 寄稿、分担執筆、等
- 岡田泰伸編『最新パッチクランプ実験技術法』吉岡書店、2011年。ISBN 978-4-8427-0358-9

### 註釈
1. ↑  名古屋市立大学は、のちに名古屋市から公立大学法人名古屋市立大学に移管された。
2. ↑  医学部は複数個所に拠点があるが、いずれもイリノイ大学シカゴ校が所管している。